# Dipodascaceae
Dipodascaceae Engl. & E. Gilg – rodzina grzybów należąca do rzędu Saccharomycetales.

## Charakterystyka
Gatunki z tej rodziny są szeroko rozpowszechnione i można je znaleźć w rozkładających się tkankach roślinnych lub jako organizmy powodujące psucie się w przemyśle spożywczym. Wiele gatunków to grzyby dymorficzne mogące występować zarówno w formie drożdżowej, jak i strzępkowej. Normalnie występują w postaci jednokomórkowych drożdży, ale pod wpływem stresujących warunków, takich jak temperatura, pH, stres mechaniczny lub osmotyczny, mogą przekształcić się w nitkowatą formę strzępkową.

## Systematyka
Pozycja w klasyfikacji według Index Fungorum: Saccharomycetales, Saccharomycetidae, Saccharomycetes, Saccharomycotina, Ascomycota, Fungi.
Rodzinę Dipodascaceae utworzyli w 1892 r. Adolf Engler i E. Gilg. Według Dictionary of the Fungi należą do niej 4 rodzaje:
- Dipodascus Lagerh. 1892
- Saprochaete Coker & Shanor ex D.T.S. Wagner & Dawes 1970
- Sporopachydermia Rodr. Mir. 1978
- Yarrowia Van der Walt & Arx 1981[4].